# Lissa Labiche
Lissa Labiche (née le 18 février 1993) est une athlète seychelloise, spécialiste du saut en hauteur. Elle a un frère nommé José, également sauteur en hauteur.

## Biographie

### Une pépite junior (2009 - 2012)

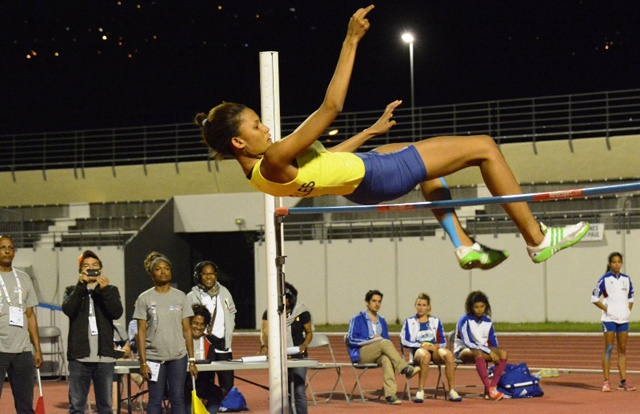
Lissa Labiche en 2015

Vainqueur à l'âge de seize ans en 2009 des Championnats d'Afrique juniors, elle se classe dès l'année suivante deuxième des Championnats d'Afrique senior, s'inclinant avec un saut à 1,70 m face à la concurrente du Lesotho Selloane Tsoaeli. En 2011, Lissa Labiche termine deuxième des Championnats d'Afrique juniors et s'empare en fin de d'année de la médaille de bronze des Jeux africains, à Maputo, au Mozambique, devancée au nombre d'essais franchis par les Nigérianes Doreen Amata et Osazuwa Uhunoma (1,80 m).
Elle remporte son premier titre international majeur en juin 2012 à l'occasion des Championnats d'Afrique de Porto-Novo, au Bénin, où elle s'impose avec la marque de 1,86 m, devançant au nombre d'essais la Sud-africaine Anika Smit. En juillet, à Barcelone, la Seychelloise remporte la médaille d'argent des Championnats du monde juniors en franchissant une barre placée à 1,88 m, nouveau record personnel. Devenant la première athlète des Seychelles à décrocher une médaille dans un championnat du monde junior d'athlétisme, elle s'incline face à l'Italienne Alessia Trost (1,91 m).

### Retour sur les pistes
Après une absence pour congé maternité, Lissa Labiche fait son retour sur les pistes début mai 2015 en améliorant son record national à Potchefstroom, en altitude, avec 1,92 m, mesure qui lui permet d'être invitée à participer aux championnats du monde à Pékin. Elle est éliminée en qualifications avec 1,89 m à son troisième essai.
En fin de saison elle remporte le concours de la hauteur des Jeux africains devant la Nigériane Doreen Amata. Elle décroche également le bronze à la longueur, après la disqualification pour dopage de Chinaza Amadi.
Le 20 mars 2016, Labiche se classe 10e de la finale des championnats du monde en salle de Portland avec 1,89 m, échouant à 1,93 m. Elle devient championne d'Afrique le 26 juin pour la 2de fois de sa carrière avec un saut à 1,85 m.

## Palmarès
| Date | Compétition                    | Lieu           | Résultat | Épreuve    | Marque    |
| ---- | ------------------------------ | -------------- | -------- | ---------- | --------- |
| 2009 | Championnats d'Afrique juniors | Bambous        | 1re      | Hauteur    | 1,69 m    |
| 2009 | Jeux de la Francophonie        | Beyrouth       | 8e       | Hauteur    | 1,70 m    |
| 2010 | Championnats d'Afrique         | Nairobi        | 2e       | Hauteur    | 1,70 m    |
| 2010 | Jeux du Commonwealth           | New Delhi      | 12e      | Hauteur    | 1,68 m    |
| 2011 | Championnats d'Afrique juniors | Gaborone       | 2e       | Hauteur    | 1,70 m    |
| 2011 | Championnats d'Afrique juniors | Gaborone       | 3e       | Heptathlon | 4 663 pts |
| 2011 | Jeux africains                 | Maputo         | 3e       | Hauteur    | 1,70 m    |
| 2011 | Jeux africains                 | Maputo         | 9e       | Longueur   | 5,70 m    |
| 2012 | Championnats d'Afrique         | Porto-Novo     | 1re      | Hauteur    | 1,86 m    |
| 2012 | Championnats d'Afrique         | Porto-Novo     | —        | Longueur   | NM        |
| 2012 | Championnats du monde juniors  | Barcelone      | 2e       | Hauteur    | 1,88 m    |
| 2012 | Jeux olympiques                | Londres        | qual.    | Hauteur    | 1,85 m    |
| 2015 | Championnats du monde          | Pékin          | qual.    | Hauteur    | 1,89 m    |
| 2015 | Jeux africains                 | Brazzaville    | 1re      | Hauteur    | 1,91 m    |
| 2015 | Jeux africains                 | Brazzaville    | 3e       | Longueur   | 6,25 m    |
| 2016 | Championnats du monde en salle | Portland       | 10e      | Hauteur    | 1,89 m    |
| 2016 | Championnats d'Afrique         | Durban         | 1re      | Hauteur    | 1,85 m    |
| 2016 | Jeux olympiques                | Rio de Janeiro | qual.    | Hauteur    | 1,85 m    |
| 2017 | Jeux de la Francophonie        | Abidjan        | 1re      | Hauteur    | 1,91 m    |

## Records
| Épreuve         | Épreuve   | Performance | Lieu          | Date         |
| --------------- | --------- | ----------- | ------------- | ------------ |
| Saut en hauteur | Plein air | 1,92 m (NR) | Potchefstroom | 9 mai 2015   |
| Saut en hauteur | Salle     | 1,89 m (NR) | Portland      | 20 mars 2016 |